# Relación queerplatónica
Las relaciones queerplatónicas (del inglés queerplatonic relationships, o QPR) y las asociaciones queerplatónicas (del inglés queerplatonic partnerships, o QPP) son relaciones íntimas comprometidas que no son de naturaleza romántica. Pueden diferir de las amistades cercanas habituales por tener un compromiso, validación, estatus, estructura y normas más explícitos, similares a una relación romántica convencional.  El concepto tiene su origen en espacios arrománticos y asexuales de la comunidad LGBT.  Al igual que las relaciones románticas, a veces las relaciones queerplatónicas implican una conexión emocional más profunda que la amistad típica.

## Definición
C. J. DeLuzio Chasin definió las QPR como "relaciones no románticas de 'estado de pareja' entre otras personas significativas".  Julie Sondra Decker escribió que las QPR a menudo "parece indistinguible del romance cuando está fuera de la ecuación", pero no se le debe "asignar un estatus romántico si los participantes dicen que no lo es". También señala que quien observa puede malinterpretar la relación como una típica amistad cercana en circunstancias en las que socialmente se esperan gestos abiertamente románticos. Para Decker, la esencia de la atracción queerplatónica es su posición ambigua en relación con las categorías normativas: escribe que una QPR "es una relación platónica, pero es ' queerizada ' de alguna manera: no amigos, ni parejas románticas, sino algo más". 
Algunas definiciones ponen menos énfasis en la estructura del estatus de pareja de una QPR y se centran más en la idea que representa una conexión emocional más fuerte que la amistad habitual. Por ejemplo, el diccionario de neologismo del College of William & Mary define las QPR como una relación "extremadamente cercana" que está "más allá de la amistad" sin ser romántica,  mientras que la terapeuta sexual Stephanie Goerlich en Psychology Today describió de manera similar las QPR como "un compromiso más profundo que la amistad, pero a menudo no son de naturaleza romántica". 
En los espacios en Internet asexuales y arrománticos, las parejas queerplatónicas a veces reciben el sobrenombre de "zucchinis" (calabacines).   El sitio web de noticias LGBT PinkNews describe esto como "una broma que se refiere a la falta de terminología para describir relaciones significativas fuera de las parejas románticas o sexuales".  Un enamoramiento platónico se llama "squish",   y este término también podría aplicarse a las QPR. La atracción QPR a veces también se conoce como plush (felpa).[cita requerida]

## Orígenes y uso
El término se originó en las comunidades arrománticas y asexuales,   y se restringió en gran medida a estos espacios en la década de 2010. El Huffington Post lo describió en 2014 como una "nueva etiqueta" proveniente del mismo lugar que " arromántico " y " demisexual ",  el diccionario de neologismo del College of William & Mary observó en 2016 que solo se usaba en los espacios arrománticos y asexuales,  y Zach Schudson y Sari van Anders lo caracterizaron en 2019 como uno de varios "discursos emergentes de género e identidad sexual" que aparecen en los sitios de redes sociales LGBT. 
Sin embargo, a partir de 2021, algunos sitios web populares dirigidos al público general comenzaron a discutir el concepto,      y se ha utilizado (en lugar de simplemente discutirse como un neologismo) en algunas publicaciones de crítica académica de arte y literatura.   
Algunos autores observaron en la década de 2020 que la QPR está asociada al poliamor. Un análisis cualitativo de 2021 del lenguaje utilizado por las personas involucradas en el poliamor dio la palabra "queerplatónico" como un ejemplo típico del vocabulario "complejo" que suelen utilizar las personas involucradas en relaciones consensuales no monógamas.  Y. Gavriel Ansara, escribiendo para una audiencia de consejeros de relaciones, también observó que el término es común entre las personas poliamorosas.  Un artículo de 2022 en la revista femenina Bustle trazó paralelismos entre las "parejas de vida queerplatónicas" y la no monogamia consensual, relacionándose tanto con la anarquía de las relaciones como con el principio compartido de que los participantes "personalizan sus compromisos de acuerdo con lo que desean las personas en la relación". 
Schudson y Van Anders (2019) y el artículo de 2022 Bustle también afirman que el uso del término está impulsado por "jóvenes",  o los millennials y la Generación Z. 
La terapeuta sexual Stefani Goerlich afirmó en 2021 que el concepto se inspiró en los matrimonios de Boston: amistades románticas formalizadas entre mujeres adineradas en la Nueva Inglaterra de finales del siglo XIX. También caracterizó las QPR como "una práctica antigua que volvió a ser popular" y sugiere que Rut y Noemí en la Biblia hebrea podrían haber tenido "una de las primeras QPR registradas". 

## Análisis social
Savie Luce desafía la lectura queer convencional de Two Friends de Mary Eleanor Wilkins Freeman, una historia que describe un matrimonio de Boston, que la presenta bajo una "luz queer sexualizada" como si representara una relación sáfica. Ella sostiene que a través de la lente de las QPR y el concepto de "erótica asexual" de Ela Przybylo, las protagonistas de Freeman pueden interpretarse como parejas lesbianas eróticas sin la necesidad de caracterizar erróneamente su relación como sexual o romántica, lo que Luce considera "erotonormativo". También presenta las QPR como una contranarrativa radical al tropo de la muerte lésbica en la cama, con la asexualidad como "una cualidad aditiva más que un déficit" en una asociación queerplatónica entre mujeres. 
Algunos autores han visto el concepto de las QPR como una reacción contra una jerarquía amatonormativa en la que las relaciones románticas se consideran más importantes que las amistades. Quien redactó la entrada del diccionario de neologismo William & Mary sobre QPR opina que el deseo de designar un vínculo platónico cercano como una pareja en lugar de una buena amistad sólo existe debido a la expectativa normativa de que una persona debe priorizar a su pareja sobre sus amistades, por ejemplo. Según ellos, una QPR sólo se distingue de la amistad porque esta última no "se considera un sustituto válido del amor romántico". 
De manera similar, Roma De las Heras Gómez conecta la crítica de la anarquía relacional a la idea de que una relación romántica es necesaria para "crear una familia que incluya asociación a largo plazo, cohabitación, responsabilidad económica conjunta y posible crianza de los hijos" con las categorías populares utilizadas. en "comunidades asexuales y comunidades arromáticas en línea", y aunque no menciona directamente a una QPR, sí utiliza la frase "relaciones queerplatónicas" como palabra clave para el artículo,  sugiriendo que ve a las QPR como algo similar a las relaciones anarquistas no-sexuales de cohabitación y coparentalidad.

## Otras lecturas
- Linder, Katie (2019). «Queering the Nuclear Family: Navigating Familial Living as an Asexual».  En Simula, Brandy L.; Sumerau, J. E., eds. Expanding the Rainbow: Exploring the Relationships of Bi+, Polyamorous, Kinky, Ace, Intersex, and Trans People. Leiden: Broll. pp. 221-227. ISBN 9789004414099.

- Datos: Q55104469
- Multimedia: Queerplatonic / Q55104469